# Oleg Petrowitsch Orlow

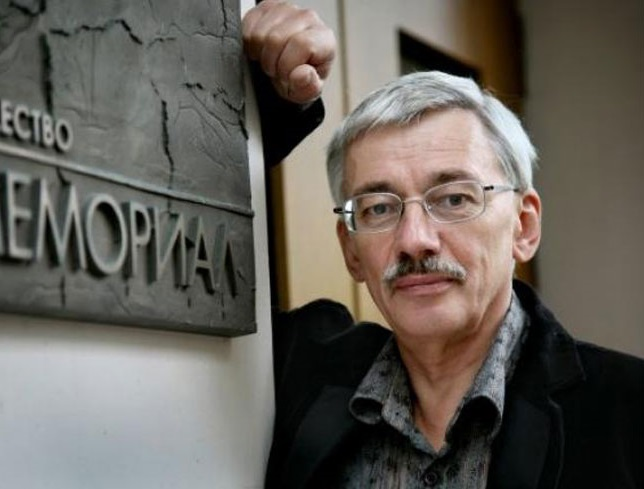
Oleg Orlow

Oleg Petrowitsch Orlow (russisch Олег Петрович Орлов, englisch Oleg Orlov; * 7. April 1953 in Moskau, Sowjetunion) ist ein sowjetischer bzw. russischer Biologe und Menschenrechtsaktivist. Er ist (Stand 2021) Leiter des juristischen Zentrums der Menschenrechtsorganisation Memorial. Memorial wurde von Orlow unter anderem gemeinsam mit dem Friedensnobelpreisträger Sacharow am 28. Januar 1989 in der Sowjetunion gegründet und am 28. Dezember 2021 in der Russischen Föderation aufgelöst. Im Oktober 2022 wurde der russischen Organisation – gemeinsam mit den Organisationen in der Ukraine und Belarus – der Friedensnobelpreis zuerkannt. Orlow sprach sich gegen den Ukrainekrieg aus und wurde am 27. Februar 2024 wegen „Diskreditierung der russischen Armee“ zu zweieinhalb Jahren Haft im Straflager verurteilt. Am 1. August 2024 wurde er im Rahmen eines größeren Gefangenenaustauschs befreit und aus der Russischen Föderation ausgewiesen.

## Leben
Oleg Orlow wuchs in der Familie eines regimekritischen Ingenieurs in Moskau auf. Er studierte zunächst Agrarwissenschaften, danach Biologie an der Lomonossow-Universität Moskau. Anschließend war er am Institut für Pflanzenphysiologie an der Akademie der Wissenschaften der UdSSR in Moskau tätig.
1988 nahm Orlow an der Gründung der Initiativgruppe für die Organisation Memorial teil, die die Verbrechen des Stalinismus aufarbeiten wollte. Er wurde einer ihrer führenden Vertreter. 1990 wurde er Mitarbeiter in der Abteilung für Menschenrechte im neu gewählten Obersten Sowjet der Russischen Föderation und Vertrauter des Menschenrechtsbeauftragten des russischen Präsidenten, Sergei Kowaljow.
In den folgenden Jahren beobachteten sie die Situation in den Nordkaukasusrepubliken Tschetschenien, Inguschetien und anderen kritisch und erstellten mehrere Berichte über die Menschenrechtsverletzungen dort.
2004 wurde er Mitglied des Menschenrechtsrates beim russischen Präsidenten. 2006 gab er diese Funktion aus Protest gegen die mangelnde Aufarbeitung des Mordes an der Journalistin Anna Politkowskaja wieder auf. 2007 wurde er bei Nasran in Inguschetien mit anderen Beobachtern entführt und körperlich misshandelt.
Im Jahr 2009 bezeichnete Orlow den Präsidenten Tschetscheniens Ramsan Kadyrow als Mörder der Memorial-Mitarbeiterin Natalja Estemirowa. Die darauffolgenden Prozesse gegen diese Äußerungen endeten 2012 mit einem Freispruch.
Am 10. April 2022 veranstaltete er einen Ein-Mann-Protest gegen den russischen Angriffskrieg in der Ukraine auf dem Roten Platz in Moskau. Er hielt ein Plakat in die Höhe, auf dem zu lesen war: „Unsere Weigerung, die Wahrheit zu wissen, und unser Schweigen machen uns zu Mitschuldigen an Verbrechen.“ Der Protest wurde auf Video aufgezeichnet, bevor die Polizei ihn festnahm und abführte. Laut Memorial war es bereits die vierte Festnahme Orlows in jüngster Zeit. Am selben Tag kam es zu weiteren Festnahmen in Moskau und anderen Städten.
Am 21. März 2023 wurde gegen Orlow ein Strafverfahren eingeleitet. Nach Angaben von Memorial wurde er wegen „öffentlicher Aktivitäten zur Diskreditierung der russischen Streitkräfte in der Ukraine“ strafrechtlich verfolgt. Im Oktober 2023 wurde er schuldig gesprochen und zu einer Geldstrafe von 150.000 Rubeln (etwa 1.630 US$) verurteilt. Gegen dieses Urteil ging die Staatsanwaltschaft in Revision. Das Urteil wurde durch ein Obergericht aufgehoben und ein neuer Prozess begann ab dem 16. Februar 2024. Während dieses zweiten Prozesses zeigte Orlow im Gerichtssaal demonstrativ seinen Protest gegen das Verfahren, indem er während der Verhandlung Franz Kafkas Der Prozess las. In Interviews äußerte er, dass er nur das Recht auf freie Meinung in Anspruch genommen habe, das durch die russische Verfassung garantiert sei. Im Prozess bekannte er sich für nicht schuldig. Bei den Ereignissen in der Ukraine handle es sich ganz eindeutig um einen Krieg, der entgegen den Interessen Russlands und des russischen Volkes geführt werde. Die offizielle Begründung, dass dieser Krieg im Interesse des internationalen Friedens geführt werde, sei Unsinn. In seinem Abschlussplädoyer warnte er die Richterin vor den Konsequenzen ihres Tuns: „Kommt Ihnen das Offensichtliche nicht in den Sinn? Dass die Unterdrückungsmaschine früher oder später diejenigen überrollt, die sie in Gang gesetzt und vorangetrieben haben? Das ist in der Geschichte schon oft passiert.“ Und weiter: „Aber ich erinnere daran, dass 1935 in Deutschland die sogenannten Nürnberger Gesetze verabschiedet wurden. Und dann, nach 1945, wurden die Vollstrecker dieser Gesetze selbst vor Gericht gestellt.“ Am 27. Februar 2024 wurde Orlow wegen „wiederholter Diskreditierung“ der russischen Streitkräfte zu zweieinhalb Jahren Lagerhaft verurteilt. Verschiedene internationale Beobachter, darunter die Menschenrechtsorganisation Human Rights Watch, stuften das Verfahren gegen Orlow als Scheinprozess ein.
Am 2. Februar 2024 wurden Orlow und fünf weitere Personen wegen ihrer Kriegskritik vom russischen Justizministerium zu „Auslandsagenten“ erklärt.
Am 15. März 2024 teilte Memorial mit, dass Oleg Orlow im Haftzentrum, in dem er mit 10 Männern in einer kleinen Zelle lebe, ein Formular zur Unterschrift vorgelegt wurde, in dem er sich bereit erklären solle, an Russlands „spezieller Militäroperation“ in der Ukraine teilzunehmen. Ob das als persönliche Schikane oder im Zuge allgemeiner Anwerbungsversuche im Gefängnis geschah, blieb zunächst unklar. Oleg Orlow ist Teil des Netzwerks "People First": Frieden in der Ukraine sei nicht möglich unter Vernachlässigung von Menschenrechten.
Am 11. Juli 2024 erklärte Orlow in einer Videoschaltung aus dem Gefängnis in Sysran gegenüber dem Gericht in Moskau, dass er sich „zur notwendigen Zeit am notwendigen Ort“ befinde. In einer Zeit der massiven Repression sei er an der Seite der Verfolgten. Er zitierte eine Aussage von Telford Taylor, einem US-amerikanischen Strafverfolger von Nazi-Verbrechen nach dem Zweiten Weltkrieg: „Sie entstellten, pervertierten und erreichten schließlich die völlige Zerstörung von Recht und Gesetz. Sie machten das Justizsystem zu einem integralen Bestandteil der Diktatur.“ Diese Worte, so Orlow, beschrieben erstaunlich genau den gegenwärtigen Zustand des russischen Justizsystems.
Am 1. August 2024 wurde Orlow im Rahmen eines größeren Gefangenenaustauschs freigelassen.

## Auszeichnungen
2009 nahm er für Memorial den Sacharow-Preis des Europäischen Parlaments und den Victor-Gollancz-Preis der Gesellschaft für bedrohte Völker (GfbV) entgegen.